# Lisa Nemzo
Lisa Nemzo (* 12. Januar 1952 in Newport, Rhode Island) ist eine US-amerikanische Musikerin, Sängerin und Songwriterin.

## Leben und Werk
1952 geboren und aufgewachsen in Newport im Bundesstaat Rhode Island, besuchte Lisa Nemzo als Jugendliche die Middletown High School in der kleinen Stadt Middletown im New Castle County im US-Bundesstaat Delaware und machte dort 1970 ihren Abschluss. Als ihre Eltern sich trennten, zog sie nach Los Angeles und studierte dort Musik. Lisa Nemzo lernte professionell Gitarre, Gesang und Keyboard. Nebenbei fing sie an, eigene Songs zu schreiben und als Session- und Studiomusikerin Geld zu verdienen. Als Rock-Musikerin wurde sie im Musikbusiness so bekannt, dass sie zu Beginn der 1980er Jahre namhafte Musiker wie Bonnie Raitt, Christopher Cross oder Joe Cocker auf ihren Tourneen begleitete. Mit der Rockband Firefall aus Colorado platzierte sie sich als Gast-Sängerin 1981 mit der Single Staying with It (auf Platz #37 in den amerikanischen Charts). Mit Bands wie Hall & Oates oder der Rockgruppe Heart, die sie bereits seit Ende der 1970er Jahre kannte, tourte sie in den Folgejahren quer durch die Staaten.
In Los Angeles nahm sie 1985 ihr erstes eigenes Album mit dem Titel Tough Girls Can Be Pretty auf. Die europäische Plattenfirma Metronome Records nahm sie unter Vertrag und in den Münchner Rainbow-Studios wurde vom deutschen Musikproduzenten Michael Holm letzte Hand angelegt.
Als ausführender Produzent war Michael Holm auch bei ihrem zweiten Album Out Of Desire 1986 wieder beteiligt. Produziert wurde das Album von Derek Nakamoto, Peter White und Lisa Nemzo. Die Single-Auskopplung Walking on Ice wurde in der von Margarethe Schreinemakers moderierten ARD-Show Extratour vorgestellt. Der Song wurde in Deutschland ein Radiohit und schaffte es 1986 auch auf den Kompilationen Sampler Musikladen Eurotops von Polystar.
1987 folgte Lisa Nemzos drittes Album Angel bei Metronome Records, was aber mit der ausgekoppelten Single I Don’t Wanna Fool With Love an die hochgesteckten Erwartungen im Rahmen von Chartplatzierungen in Deutschland nicht mehr anknüpfen konnte.
Nach den Erfolgen in Deutschland und Europa Mitte bis Ende der 1980er Jahre kehrte Lisa Nemzo zu Beginn der 1990er Jahre wieder in die Vereinigten Staaten zurück. Sie lebte in Los Angeles und Van Nuys, komponierte in Kalifornien Musik für Filmdokumentationen oder spielte mit befreundeten Musikern auf deren Alben. Im Jahre 2000 veröffentlichte sie das Album Restless Soul. 2008 gründete sie ihr eigenes Record Label namens Dream Wild Records.
Das 2009 erschienene Album Unlock my heart widmete sie ihrer Mutter Tama Sperling (1926–2003).
Im Jahr 2012 entstand der Song Arlington als Erinnerung an einen Soldaten der im Irak-Krieg sein Leben verlor.
Heute lebt die Musikerin im kalifornischen Marina del Rey. Lisa Nemzo spielt regelmäßig eigene Konzerte in den USA oder geht mit befreundeten Bands auf Tournee.

## Auszeichnungen
- 2009: Best Environmental Video Music Award 2009 für das Video von Unlock my heart[10]

## Diskografie

### Alben
- 1985: Tough Girls Can Be Pretty, (Lisa Nemzo) (Metronome Records)[11]
- 1986: Out of Desire, (Lisa Nemzo) (Metronome Records)[12]
- 1987: Angel, (Lisa Nemzo) (Metronome Records)[13]
- 2000: Restless Soul, (Lisa Nemzo) (Little Chicken Music)
- 2009: Unlock My Heart, (Lisa Nemzo) (Dream Wild Records)

### Singles
- 1985: Hard for a girl like me / Combination to your heart, 7", Metronome, Catalogue No: VS 881 620-7
- 1986: Walking on Ice / Take A Stand, 7", Metronome, Catalogue No: VS 883 895-7[14]
- 1986: Out of Desire / Jealousy, 7", Metronome, Catalogue No: VS 885 319-7
- 1987: I Don´t Wanna Fool With Love / Sterilized Love, 7", Metronome, Catalogue No: VS 887 007-1[15]

### Maxi-Singles
- 1986: Walking on Ice / Walking On Ice (US-Mix) / Take A Stand, 12", Metronome, Catalogue No: VS 883 895-1[16]
- 1986: Out of Desire / Jealousy, 12", Metronome, Catalogue No: VS 885 319-1[17]
- 1987: I Don´t Wanna Fool With Love / I Don´t Wanna Fool With Love (Single Version) / Sterilized Love (US-Dance Mix), 12", Metronome, Catalogue No: VS 887 007-1[18]

### Kompilationen (Auswahl)
- 1986: „Musikladen Eurotops“ Record Label: Polystar, Catalogue No: VS 819 621-1
- 1987: „Missin’ you ...: (16 orig. love songs)“ Record Label: Metronome, Catalogue No: VS 819 885-2
- 1989: „First time – first love“ Record Label: Metronome, Catalogue No: VS 840 110-2